# Igrzyska Małych Państw Europy 1995
6. Igrzyska Małych Państw Europy − szósta edycja igrzysk małych krajów została zorganizowana w Luksemburgu.  

## Klasyfikacja medalowa
| Klasyfikacja medalowa | Klasyfikacja medalowa | Klasyfikacja medalowa | Klasyfikacja medalowa | Klasyfikacja medalowa | Klasyfikacja medalowa |
| --------------------- | --------------------- | --------------------- | --------------------- | --------------------- | --------------------- |
| Pozycja               | Kraj                  | Złoto                 | Srebro                | Brąz                  | Suma                  |
| 1                     | Islandia              | 33                    | 17                    | 28                    | 78                    |
| 2                     | Cypr                  | 22                    | 25                    | 22                    | 69                    |
| 3                     | Luksemburg            | 20                    | 26                    | 12                    | 59                    |
| 4                     | Liechtenstein         | 5                     | 2                     | 1                     | 8                     |
| 5                     | Monako                | 3                     | 4                     | 17                    | 24                    |
| 6                     | Andora                | 2                     | 5                     | 8                     | 15                    |
| 7                     | San Marino            | 2                     | 5                     | 2                     | 9                     |
| 8                     | Malta                 | 1                     | 4                     | 7                     | 12                    |